# Lobzy (Březová)
Lobzy (německy Lobs) jsou vesnice a část města Březová v okrese Sokolov v Karlovarském kraji. Leží asi 2,5 kilometru jihovýchodně od Březové. V roce 2011 zde trvale žilo 17 obyvatel.
Po Lobzech byl pojmenován i Lobezský potok, významný vodní tok Slavkovského lesa. V místním chebském nářečí se mu říkalo Lausbach. Obdobně pro Lobzy byl užíván název Laus.
Lobzy (Lobzy u Březové) jsou také název katastrálního území o rozloze 5,54 km².

## Historie
Lobzy leží na náhorní planině ohraničené Zlatým a Paseckým vrchem. První písemná zmínka pochází z roku 1370, kdy jsou Lobzy na seznamu leuchtenberských lén. Kolem roku 1525 byla obec rozdělena na tři části. První část podléhala radě města Loket, druhá Kynšperku a třetí Sokolovu. Část osady byla po Bílé Hoře zkonfiskována Šlikům a koupil ji Otto Nostic. V 18. století patřily již celé Lobzy Nosticům.
Dle záznamů z roku 1650 měly Lobzy v té době 147 obyvatel, faru a školu v jedné budově a dlouhodobě pronajatý pastýřský dům. V roce 1870 se Lobzy staly samostatnou obcí, ke které patřily ještě osady Kamenice, Milíře pod Krudumem, Novina a Paseka. Většina původních německých obyvatel byla v roce 1946 odsunuta. V roce 1946 žilo v Lobzech 387 obyvatel, z nichž muselo 339 obec nuceně opustit. Zbylých 48 bylo vystěhováno po zřízení vojenského výcvikového prostoru Prameny, do jehož území Lobzy patřily.
Nejvýznamnější památkou ve vsi byl kostel svatého Vavřince. Jednalo se o pozdně gotickou stavbu pravděpodobně z 15. století, první zmínka je však až z roku 1550. Kostel měl tři zvony, první dva z let 1582–1583, třetí z roku 1810.
Během vojenské správy byla původní obec srovnána se zemí, z kostela svatého Vavřince zůstala ruina, která byla v 60. letech 20. století zlikvidována v rámci akce „Úklid pohraničí“. Na místě zaniklého kostela byl postaven kravín.
Po zrušení vojenského výcvikového prostoru zde bylo postaveno několik domků pro zaměstnance statku, který byl v Lobzech zřízen.

## Obyvatelstvo
Při sčítání lidu v roce 1921 zde žilo 204 obyvatel, z nichž bylo 203 Němců a jeden cizinec. K římskokatolické církvi se hlásilo 203 obyvatel, jeden k jiné církvi.
| Rok            | 1869 | 1880 | 1890 | 1900 | 1910 | 1921 | 1930 | 1950 | 1961 | 1970 | 1980 | 1991 | 2001 | 2011 | 2021 |
| -------------- | ---- | ---- | ---- | ---- | ---- | ---- | ---- | ---- | ---- | ---- | ---- | ---- | ---- | ---- | ---- |
| Počet obyvatel | 246  | 260  | 239  | 228  | 220  | 204  | 193  | 2    | –    | –    | 26   | 14   | 22   | 17   | 6    |
| Počet domů     | 41   | 41   | 41   | 40   | 40   | 40   | 39   | –    | –    | –    | 6    | 8    | 8    | 8    | 8    |

## Obecní správa
Při sčítání lidu v letech 1869–1953 Lobzy byly samostatnou obcí v okrese Falknov nad Ohří (v letech 1869–1910 Falknov). V roce 1954 byly částí města Březová v okrese Sokolov. V následujícím období byla osada úředně zrušena a jako část města Březová byla obnovena 1. dubna 1976. V letech 1869–1909 k obci patřila Kamenice a v letech 1869–1930 také Novina.